# Élodie Ramos

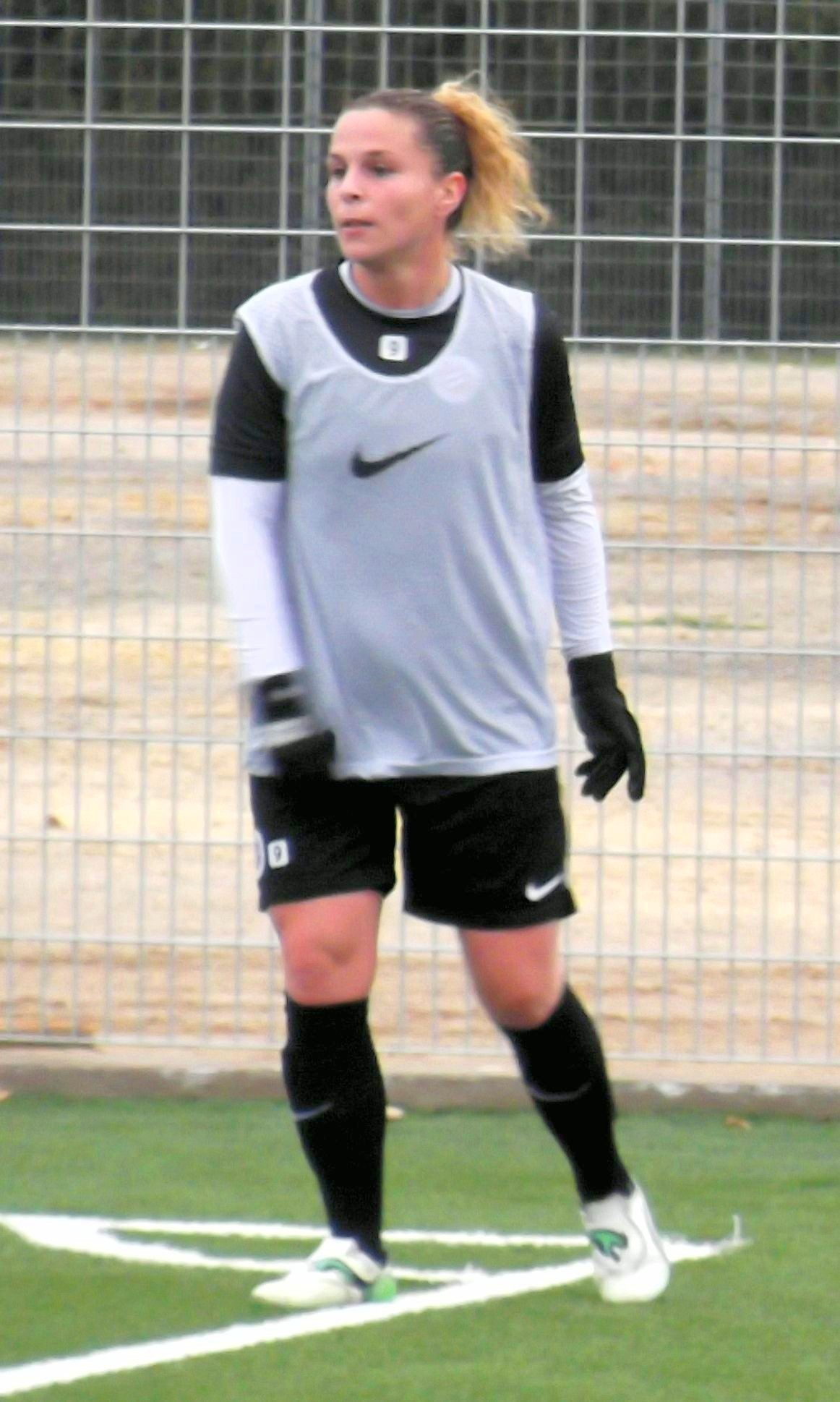
Élodie Ramos (2014)

Élodie Ramos (* 13. März 1983 in Aix-en-Provence) ist eine ehemalige französische Fußballspielerin. Sie war von 2002 bis 2014 durchgehend für den HSC Montpellier aktiv – ein heutzutage auch im Frauenfußball nicht mehr alltägliches Beispiel für Vereinstreue – und hat in dieser Zeit zwei Landesmeister- sowie drei Landespokaltitel gewonnen. Danach bis zu ihrem Karriereende trug sie den Dress des FF Nîmes Métropole Gard.

## Vereinskarriere
Élodie Ramos begann als Mädchen bei der US Mineurs Meyreuil, einem kleinen Verein aus der Nachbarschaft von Aix-en-Provence, mit dem Fußballspielen. Mit 14 wechselte sie nach Marseille zu Celtic Beaumont, mit dessen erster Mannschaft sie im Sommer 2000 in das Championnat National 1 A, Frankreichs höchste Frauenliga, auf-, allerdings nach zehn Monaten auch gleich wieder daraus abstieg. Ramos hingegen, die in ihrer Marseiller Zeit wiederholt in die A-Jugend-Nationalelf berufen worden war, spielte auch danach weiterhin erstklassig, weil der SC Schiltigheim sie geholt hatte. Am Ende der Saison 2001/02 musste auch Schiltigheim den Gang in die zweite Division antreten, aber die nur 1,57 m große Stürmerin hatte mit 13 Punktspieltoren – das war mehr als die Hälfte aller Treffer der Elsässerinnen – ihre Gefährlichkeit nachgewiesen und kehrte nach Südfrankreich zurück.
Ab 2002 trug sie den Dress des Montpellier HSC und hat vor allem dank ihrer Tore einen wesentlichen Anteil daran, dass die Frauschaft aus dem Languedoc in dieser Zeit durchgehend eines der vier Spitzenteams der inzwischen in Division 1 Féminine umbenannten Liga ist. Als der MHSC 2004 und 2005 jeweils den französischen Meistertitel gewann, hatte Élodie Ramos – die 2003 auch zur A-Nationalspielerin geworden war (siehe unten) – nicht ein einziges Punktspiel versäumt und war Division 1 Féminine 2004/05 mit 17 Toren die zweiterfolgreichste Torjägerin der Liga geworden. Dabei kam ihr zugute, dass die Trainer Régis Durand beziehungsweise Daniel Rey mit zwei echten Sturmspitzen spielen ließen und Ramos mit Hoda Lattaf sowie etwas später Élodie Thomis mindestens eine weitere torgefährliche Angreiferin an ihrer Seite hatte. Sie selbst brachte es auch in den folgenden Spielzeiten regelmäßig auf eine zweistellige Trefferzahl; 2008/09 waren es sogar 19, womit sie drittbeste Schützin der Liga wurde. Mit Marie-Laure Delie hatte der MHSC zu diesem Zeitpunkt eine neue, gleichfalls sehr torgefährliche Sturmspitze neben sie gestellt.
Neben den beiden Meisterschaften wurde sie mit Montpellier auch noch drei Mal Vizemeister und gewann zudem 2006, 2007 und 2009 den Landespokal, in dessen Endspiel Élodie Ramos außerdem in vier weiteren Spielzeiten gestanden hat. Bei dem Pokalsieg von 2007 erzielte sie ein Tor in der regulären Spielzeit und behielt auch beim nach 90 Minuten erforderlichen Elfmeterschießen die Nerven, indem sie gleich den ersten Strafstoß verwandelte, während die Schützinnen von Gegner Olympique Lyon anschließend allesamt verschossen. Beim Endspiel von 2009 hatte Trainerin Sarah M’Barek Ramos zur Spielführerin ernannt, so dass sie nach dem Schlusspfiff die Pokaltrophäe als erste in die Hände nehmen konnte.
In den folgenden drei Jahren bestritt sie allerdings jeweils nur etwa ein Drittel von Montpelliers Begegnungen, ehe sie seit 2012 wieder zur Stammformation von dessen Frauenteam gehörte. Bis Ende Februar 2014 hat sie für diesen Klub in über 230 Pflichtspielen 130 Tore erzielt.
Im Europapokalwettbewerb hat Élodie Ramos in insgesamt 23 Spielen mitgewirkt und dabei 13 Tore geschossen. Allerdings erreichte der MHSC auf diesem Niveau nie ein Endspiel, sondern schied stets vorzeitig aus – 2004/05 bereits nach der 2. Gruppenphase, 2005/06 immerhin erst im Halb- und 2009/10 im Viertelfinale, wenn auch 2006 gegen den 1. FFC Frankfurt und 2010 gegen Umeå IK jeweils nur aufgrund der Auswärtstorregel.
Im Sommer 2014 wechselte sie gemeinsam mit ihren langjährigen Mannschaftskameradinnen Ludivine Diguelman und Ophélie Meilleroux zum Zweitdivisionär FF Nîmes Métropole Gard und trug dort mit ihren 21 Saisontreffern maßgeblich zum Aufstieg in die erste Liga bei. Nach dem sofortigen Wiederabstieg spielte sie für diesen Klub noch ein weiteres Jahr in der zweiten Liga, ehe sie 2017 ihre Karriere beendete.

### Stationen
- US Mineurs de Meyreuil (bis 1997)
- Celtic Beaumont Marseille (1997–2001)
- Sporting Club Schiltigheim (2001/02)
- Montpellier Hérault Sport Club (2002–2014)
- FF Nîmes Métropole Gard (2014–2017)

## In der Nationalelf
Zu ersten internationalen Einsätzen war Élodie Ramos bereits in ihrer Zeit bei Marseille gekommen, als sie im Frühjahr 2001 mit den französischen U-18-Mädchen im Rahmen der Jahrgangseuropameisterschaft drei Spiele gegen ihre spanischen, schwedischen und englischen Altersgenossinnen bestritt und in jeder dieser Partien einen Treffer erzielte. Im Jahr darauf wurde sie bei der U-19-Endrunde in Schweden Vizeeuropameisterin; im Endspiel unterlag Frankreich dabei Deutschland mit 1:3. Ramos nahm 2002 auch an der U-19-Weltmeisterschaft in Kanada teil, wo die Französinnen nach der Vorrunde ausschieden. Als Frankreichs weibliche A-Jugendliche ein Jahr später die Europameisterschaft gewannen, war Élodie Ramos bereits zu alt für diese Auswahl.
Dafür setzte die Nationaltrainerin Élisabeth Loisel sie im Februar 2003 bei zwei Spielen der französischen A-Nationalelf gegen China und die Niederlande ein. Danach allerdings berief Loisel sie trotz ihrer Erfolge mit dem Verein nicht mehr, nominierte sie auch nicht für Frankreichs Weltmeisterschaftsaufgebot 2003, sondern setzte in der Sturmspitze vor allem auf ihre Teamkollegin Hoda Lattaf an der Seite der unumstrittenen Torjägerin Marinette Pichon. Ende 2006 zeigte Ramos, dass auf ihre Qualitäten weiterhin Verlass war; mit der U-21 bestritt sie ein Freundschaftsspiel gegen England und köpfte kurz vor dem Abpfiff den französischen Ausgleichstreffer.
Erst nach Pichons Rücktritt und unter Loisels Nachfolger Bruno Bini durfte Ramos wieder den blauen Dress tragen; zwischen März 2007 und Dezember 2008 erhöhte sich die Zahl ihrer Länderspiele auf neun. In dieser Zeit gelang ihr auch ihr einziger Treffer für die Bleues, als sie 2007 im Algarve-Cup beim 1:3 gegen Schweden, wiederum per Kopfball, Frankreichs Ehrentreffer erzielte − gerade zwei Minuten nach ihrer Einwechselung.
In Spielen gegen Frauschaften aus den deutschsprachigen Ländern stand Élodie Ramos nie auf dem Rasen.
2015 kehrte die inzwischen 32-Jährige aber mit einer französischen Auswahl noch einmal auf die internationale Bühne zurück. Mit der Militärnationalmannschaft der Frauen, deren Trainerin Élisabeth Loisel ist, nahm sie im Oktober des Jahres an der Militärweltmeisterschaft im südkoreanischen Mungyeong teil und gewann mit ihrem Team die Silbermedaille.

## Palmarès
- Französische Meisterin: 2004, 2005 (und Vizemeister 2006, 2007, 2009)
- Französische Pokalsiegerin: 2006, 2007, 2009 (und Finalistin 2003, 2010 (a), 2011, 2012 (a))
- Europapokal: Halbfinalistin 2006
- 9 A-Länderspiele, 1 Tor für Frankreich
- U-19-Vizeeuropameisterin: 2002
- Militär-Vizeweltmeisterin: 2015